# Internationale Sommerakademie für Bildende Kunst Salzburg
De Internationale Sommerakademie für Bildende Kunst Salzburg is een Oostenrijkse summer school voor beeldende kunst in Salzburg. De summer school werd in 1953 opgericht door Oskar Kokoschka en is de oudste in zijn soort in Europa. Ongeveer 300 deelnemers uit meer dan 46 landen (stand in 2014) volgen momenteel ongeveer 20 cursussen per jaar op de twee vaste cursuslocaties: Festung Hohensalzburg en Kiefer Steinbruch in Fürstenbrunn, evenals op tijdelijke locaties. De Salzburg Summer Academy staat in principe open voor iedereen die geïnteresseerd is. Zeker twee derde van de deelnemers is professional (kunstenaars en kunststudenten). Alle deelnemers doorlopen een aanvraagproces, waarbij instructeurs over de toelating beslissen. Het aandeel van de afgewezenen is echter erg klein. In 2013 vierde de International Summer Academy de 60e verjaardag van haar bestaan.